# Кајак и кану на Летњим олимпијским играма 1936 — К-2 10.000 метара за мушкарце
Такмичење у класичном кајаку двоседу (К-2) на 10.000 м  на Летњим олимпијским играма 1936. одржано је 7. августа на регатној стази Берлин — Гринау. 
На такмичењу су учествовала 24 такмичара из 12 земаља који су веслали само финалну трку. 

## Освајачи медаља
|                                   |                                           |                                       |
| Паул Веверс Лудвиг Ланден Немачка | Виктор Калиш · Карл Штајнхубер · Аустрија | Таје Фалборг · Хелге Ларсон · Шведска |

## Резултати

### Финале
| Пласман | Кајакаши                          | Земља        | Резултат |
| ------- | --------------------------------- | ------------ | -------- |
|         | Паул Веверс Лудвиг Ланден         | Немачка      | 41:45.0  |
|         | Виктор Калиш Карл Штајнхубер      | Аустрија     | 42:05,4  |
|         | Таје Фалборг Хелге Ларсон         | Шведска      | 43:06,1  |
| 4.      | Вернер Левгрен Аксел Свендсен     | Данска       | 44:39,8  |
| 5.      | Henk Starreveld Gerardus Siderius | Холандија    | 45:12,5  |
| 6.      | Вернер Цимерман Отмар Бах         | Швајцарска   | 45:14,6  |
| 7.      | Вилијам Гелер Вилијам Лофгрен     | САД          | 45:15,4  |
| 8.      | Здењек Черницки Јарослав Хумпал   | Чехословачка | 46:05,4  |
| 9.      | Charles Brahm Clement Spiette     | Белгија      | 47:26,1  |
| 10.     | Гордон Потер Едвард Heir          | Канада       | 47:38,2  |
| 11.     | Маријан Козловски Антони Базањак  | Пољска       | 47:49,8  |
| 12.     | Габор Чех Шандор Геле             | Мађарска     | 48:47,5  |